# Aema buin 11
Aema buin 11 (en coreano, 애마부인 11) es una película de drama romántico erótico surcoreana de 1995 dirigida por Joe Moung-hwa. Es la undécima y última película en la serie Aema buin, la serie de películas de mayor duración en el cine coreano.
En el 2016 se ha estrenado una nueva "generación" atribuida Aema buin 2016. (애마부인 2016)

## Sinopsis
En este episodio de la serie Aema buin, Aema está casada con un erudito respetado que está preocupado por su investigación y no puede satisfacer su impulso sexual. El marido de Aema se convierte en el objetivo de un empresario japonés vinculado a la yakuza. Buscando aprovechar su investigación, el empresario japonés chantajea al marido de Aema grabándolo en una posición comprometedora con una joven que ha enviado para seducirlo. Mientras tanto, Aema se está entregando a sus propios asuntos.

## Reparto
- Lee Da Yeon como Aema[1]
- Lee Joo Cheol
- Joen hae-yoeng
- Han Eun Jeong
- Cha Ryong
- Yu Ga-hui
- Kook Jong Hwan
- Na Dong Geun
- Choe Myeong Ho
- Jo Seok Hyeon